# Judge, Jury, Executioner
Judge, Jury, Executioner é o décimo primeiro episódio da segunda temporada da série de televisão de horror pós-apocalíptico The Walking Dead. Ele foi originalmente exibido na AMC, nos Estados Unidos em 4 de março de 2012. No Brasil, estreou em 6 de março do mesmo ano, no canal Fox Brasil. O episódio foi escrito por Angela Kang e dirigido por Greg Nicotero. No episódio, Rick Grimes (Andrew Lincoln) e seu grupo opitam por executar Randall, para a frustração de Dale Horvath (Jeffrey DeMunn). Dale teme que o grupo perca sua humanidade, o que o apronta a convencer alguns membros do grupo para protestar contra o consenso. Enquanto isso, Carl Grimes (Chandler Riggs) age imprudentemente e descuidadamente, roubando a arma de Daryl (Norman Reedus) e indo molestar um zumbi, que acabará por iniciar graves consequências para o grupo.
1. ↑  «Judge, Jury, Executioner». AMC. 5 de março de 2012